# Židovský kodex
Židovský kodex či oficiálně nařízení č. 198/1941 Slov. z. o právním postavení Židů (slov. Židovský kódex či nariadenie č. 198/1941 Slov. z. o právnom postavení Židov) bylo vládní nařízení Slovenského státu vydané 9. září 1941. Představovalo soubor protižidovských předpisů a nařízení, který byl z větší části převzat z německých norimberských zákonů. Nutno dodat, že nešlo o první protižidovská nařízení na Slovensku, určitá omezení vůči Židům byla přijata již v dubnu 1939 a do vydání Židovského kodexu jich přibyla celá řada.

## Obsah
Nařízení definovalo Židy na etnickém i náboženském principu, zbavovalo je některých základních práv, vyvlastňovalo některý jejich majetek a celkově omezovalo jejich nakládání s majetkem a penězi, ukládalo jim pracovní povinnost. Později byl Kódex doplněn dalšími směrnicemi, kupříkladu vyhláškou z 18. září téhož roku, která přikazovala Židům nosit žlutou šesticípou hvězdu (definovala tak typ označení, které bez konkretizace nařizoval nosit Židovský kodex).
Židům a židovským míšencům byl zamezen vstup do veřejnoprávních úřadů, některých spolků a politických stran, armády, přišli o právo volit a být voleni, měli zakázáno uzavírat sňatky s nežidy (sňatek i pohlavní styk mezi Židem a nežidem trestal vězením), bylo jim zakázáno vykonávat určitá povolání. Byla zde ustanovena též rozličná omezení proti nežidovským manželům Židů (nesměli se stát např. poddůstojníky či důstojníky nebo politickými funkcionáři). Židům byl zakázán přístup k vyššímu vzdělání a zahraniční diplomy bylo zakázáno nostrifikovat. Židé nesměli lovit ryby, řídit motorové vozidlo, zaměstnávat nežidy, krom specificky povolených případů být zaměstnáni nežidy, nesměli vlastnit rádio ani vysílačku (poslední platilo i pro jejich nežidovské partnery).
Židé ztratili jistotu domova – domácí získal právo vyhodit židovského nájemníka do čtrnácti dnů bez jakéhokoliv důvodu a státní úřady dostaly právo udělat v případě "veřejného zájmu" totéž i s Židem bydlícím ve vlastním domě. Jejich důchody a sociální dávky byly sníženy o 30 %.
Prezident republiky měl právo udělovat výjimky z aplikace těchto nařízení, což Jozef Tiso také v několika tisících případech udělal.

## Protesty
Židovský kodex byl schválen nečekaně[zdroj?] jako nařízení vlády, bez projednání v parlamentu, které by patrně nebylo bezproblémové. U některých obyvatel vyvolal pobouření,[zdroj?] přičemž odmítavě se vůči němu postavila zejména katolická církev.
V říjnu 1941 proti kodexu protestovali slovenští katoličtí biskupové v memorandu určeném prezidentu Tisovi a premiérovi Tukovi. O měsíc později bylo toto memorandum zveřejněno v Katolických novinách. Biskupové ovšem nekritizovali samotnou podstatu Židovského kodexu (restrikce vůči bezbrannému židovskému obyvatelstvu), nýbrž jednali jen „v zájmu katolických rodin a jednotlivců, které postihují předpisy a nařízení ze dne 9. září 1941 číslo 198/1941 Slov. zák. [tj. předpisy a nařízení Židovského kodexu]. Zdůrazňujeme, že se zaobíráme tímto nařízením jen z hlediska církevního, nakolik se týká našich několika tisíc věřících.“
12. listopadu 1941 téhož roku obdržel Slovenský stát prostřednictvím svého velvyslance Karola Sidora oficiální protestní nótu ze strany Vatikánu, který Židovský kodex a související normy ohodnotil jako „rasové zákony, které obsahují nařízení přímo se protivící základním principům katolicismu“. Vatikán i biskupové zdůrazňovali zejména požadavek o vynětí pokřtěných Židů z působnosti Kodexu, neboť tohoto požadavku se mohli domáhat na základě mezinárodního práva a smluv mezi Slovenskem a Svatým stolcem (některé body Kodexu je jednoznačně porušovaly), nicméně zkritizovali celý Kodex a rasistické základy, na nichž byl postaven.